# جال الربيعية الشرقي
جال الربيعية الشرقي؛ موقع أثري يقع في منطقة القصيم. أعلنت هيئة التراث بالمملكة العربية السعودية عن تسجيل موقع جال الربيعة الشرقي كأحد المواقع الأثرية بالمملكة لاحتوائه على نقوش صخرية وكتابات تعود لعصر ما بعد الإسلام بالإضافة إلى منشآت حجرية.